# L'injection faite à Irma

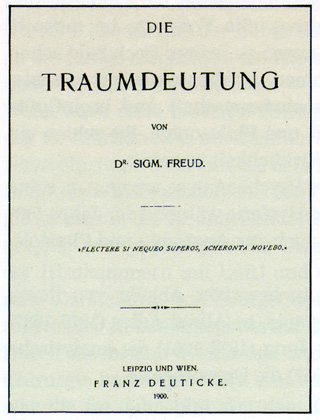
Freud, L'Interprétation du rêve, 1900, pour l'interprétation de son « rêve de L'injection faite à Irma » qu'il analyse au deuxième chapitre de la Traumdeutung comme un échantillon de rêve.

L'injection faite à Irma est un rêve de Sigmund Freud que celui-ci raconte et analyse longuement dans  L'interprétation du rêve (1900) : il sert d'exemple au fondateur de la psychanalyse pour exposer sa « méthode de l'interprétation du rêve ».

Ce rêve inaugural a été abondamment commenté dans la littérature psychanalytique. Didier Anzieu lui consacre un long développement dans L'auto-analyse de Freud — et la découverte de la psychanalyse.

## Présentation
Dans l'intitulé du deuxième chapitre de L'interprétation du rêve sur « la méthode de l'interprétation du rêve » où Freud lui consacre une analyse de 13 pages, il est annoncé comme « un échantillon de rêve ».

C'est « le rêve princeps qui inaugure l'énoncé du processus d'interprétation du rêve et d'une certaine façon l'histoire de la technique psychanalytique », écrit Roger Perron dans le Dictionnaire international de la psychanalyse. « Ce rêve princeps inaugure la période d'autoanalyse de Freud, où son ami Wilhelm Fliess joue un rôle important », souligne-t-il. 

Freud fait ce rêve en 1895, dans la nuit du 23 au 24 juillet, durant ses vacances et alors qu'il séjournait à la Villa Bellevue dans les environs de Vienne. Le rêve se passe quelques jours avant l'anniversaire de Martha, la femme de Freud, « enceinte [...] de son dernier enfant, Anna Freud ».
Le rêve concerne une patiente de Freud, qu'il appelle Irma dans le rêve. Roger Perron résume le récit du rêve par Freud en ces termes:« Irma va mal, elle souffre de la gorge, du ventre, du nez; Freud l'examine malgré sa résistance, il est inquiet, se demande s'il a commis une erreur médicale, appelle en consultation deux amis médecins, M. et Otto; ceci débouche sur un diagnostic absurde où il est question de triméthylamine. »
L'interprétation de Freud « est guidée par l'hypothèse selon laquelle le rêve est réalisation de désir ». Le désir est ici « de rejeter la responsabilité de la faute sur quelqu'un d'autre, à savoir M. et Otto ». Parmi les « restes diurnes » des jours précédents qui concourent à la formation du rêve, se trouve Wilhelm Fliess, oto-rhino-laryngologue, « en association avec l'anomalie des cornets du nez d'Irma ». Ce dernier, explique Perron, avait « commis auparavant une faute grossière avec l'une des patientes de Freud, Emma Eckstein, en oubliant un pansement dans ses cavités nasales après une opération, ce qui avait occasionné infection et grave hémorragie ». Selon É. Roudinesco et M. Plon, Irma est « un condensé d'Emma Eckstein et d'Anna Lichtheim », qui « était l'une des patientes préférées de Freud (il donna son prénom à sa fille) ».

## L'analyse d'Anzieu dansL'auto-analyse de Freud
L'analyse par Didier Anzieu du rêve de l'injection faite à Irma occupe une place importante dans L'auto-analyse de Freud — et la découverte de la psychanalyse (1959) au chapitre II « La découverte du sens des rêves ».

Didier Anzieu se penche plus spécialement sur les structures ternaires qui apparaissent et organisent le rêve, notamment les groupes de personnages, et la formule finale de la triméthylamine censée représenter la « solution ». Selon Anzieu, on aboutirait au regroupement suivant des personnages selon leur ordre d'apparition: 1) Les Veuves: Irma, Amie d'Irma, Martha; 2) Les Aînés: Breuer, Fleischl, Emmanuel; 3) Les Égaux: Otto, Léopold, Fliess. Anzieu signale en note que « l'idée de rapprocher les structures ternaires des personnages du rêve et de la formule de la triméthylamine » est au départ de Lacan dans son Séminaire de 1953. Mais « l'idée de développer complètement cette formule et de formaliser entièrement l'auto-analyse du rêve » est la sienne.

### Texte-source
- Freud, L'interprétation des rêves, (1900a), Tr. en français 1re éd. sous le titre La science des rêves, traduction I. Meyerson (1926), Paris PUF, Nouvelle éd. traduction I. Meyerson révisée par D. Berger, Paris, PUF: 4e trimestre 1967, 6e tirage: 1987, février.  (ISBN 2 13 040004 3); L'interprétation du rêve, dans Œuvres complètes de Freud / Psychanalyse, IV, Paris, PUF, Édition Quadrige, 2010  (ISBN 978-2-13-053628-4).
- Sigmund Freud : Le Rêve de l'injection faite à Irma, Payot, coll. "Petite Bibliothèque Payot", 2011  (ISBN 9782228906579).
- textes réunis sous la direction de Bela Grunberger : "Les Rêves, voie royale de l'inconscient", Ed.: Sand & Tchou, 1997, (ISBN 2710705931)

### Sur le rêve de l'injection faite à Irma
- Dans: Didier Anzieu, L'auto-analyse de Freud — et la découverte de la psychanalyse, Paris, P.U.F., 1re éd. 1959, Nouvelle édition: 1975.
- Dans: Dictionnaire international de la psychanalyse (Direction: Alain de Mijolla), entrée « Irma (rêve de l'injection faite à)» (Auteur de l'article: Roger Perron), Paris, Hachette Littératures, 2005 [Calmann-Lévy, 2002].
- Dans: Élisabeth Roudinesco et Michel Plon, Dictionnaire de la psychanalyse, Entrée « Irma (L'injection faite à) », Paris, Librairie Arthème Fayard, 1997, 2000, 2006 et 2011 pour Le Livre de Poche / La Pochothèque  (ISBN 978-2-253-08854-7)